# Victor G. Soukup
Victor G. Soukup (1924) es un botánico estadounidense. Se especializó en Liliaceae, desarrollando actividades académicas en la Universidad de Cincinnati.

## Algunas obras
- 1980. A new Trillium (Liliaceae) from the northwestern United States . Brittonia 32 ( 3): 330-333, DOI: 10.2307/2806726

## Honores
Miembro de
- Cincinnati Wildflower Preservation Society[2]